# Alliance mondiale pour les vaccins et l'immunisation
Pour les articles homonymes, voir Gavi.
Gavi, l'Alliance mondiale pour les vaccins et l'immunisation, (en anglais : Global Alliance for Vaccines and Immunization),est une organisation internationale créée en 2000  pour sauver la vie des enfants et protéger la santé des populations en augmentant l'utilisation équitable des vaccins dans les pays à faible revenu. L’Alliance rassemble, entre autres, l’expertise technique de l’OMS, la puissance d’achat en matière de vaccins de l’UNICEF et le savoir-faire financier de la Banque mondiale. Elle intègre également les connaissances en matière de recherche et de développement des fabricants de vaccins, les voix des pays en développement et de grands donateurs étatiques et privés tels que la Fondation Bill-et-Melinda-Gates.

## Historique

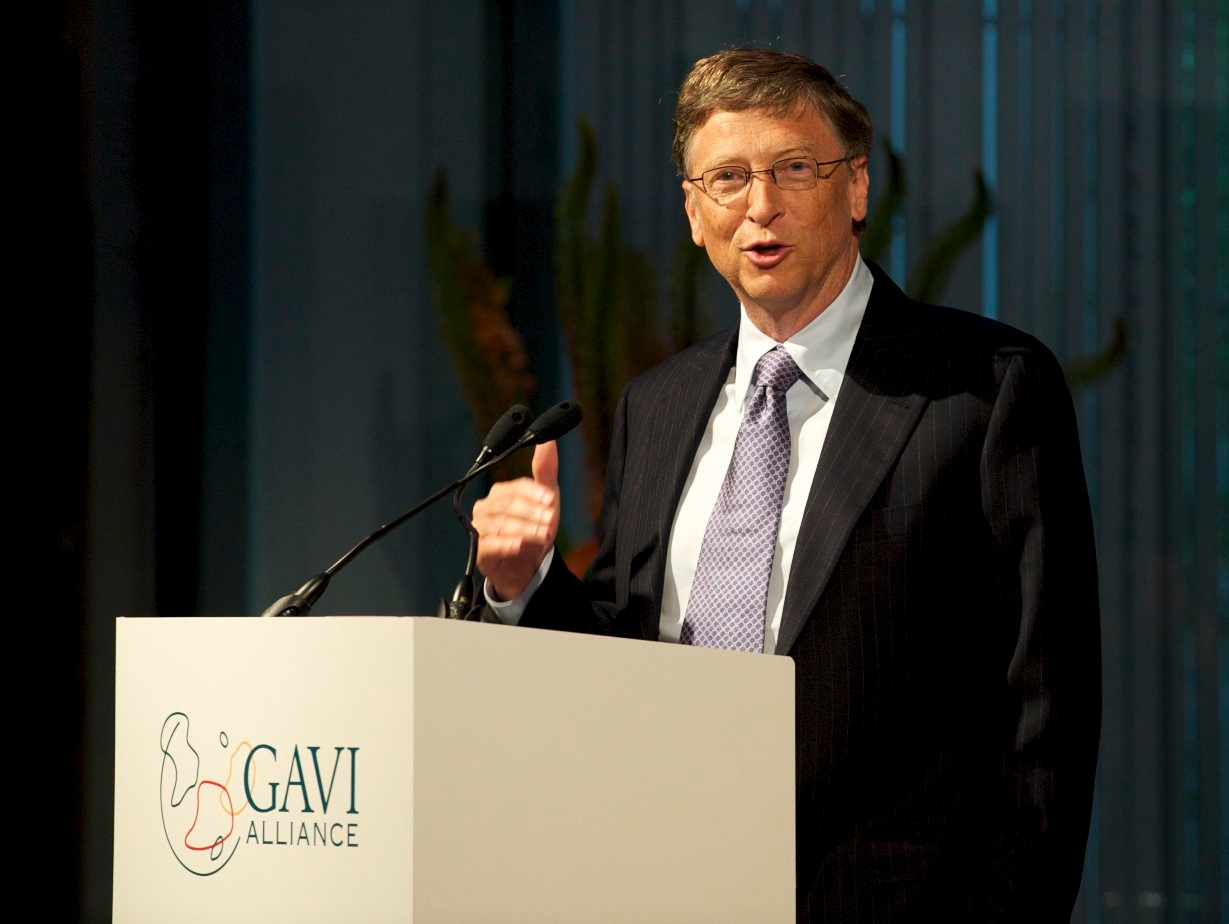
Bill Gates, s'exprimant lors d'un événement GAVI en Grande-Bretagne en juin 2011

Dans les années 1970, 10 % à peine des enfants des pays les plus pauvres sont vaccinés contre des maladies telles que la tuberculose, le tétanos, la poliomyélite, la rougeole, ou la diphtérie. Des millions d’enfants meurent chaque année de maladies évitables. Grâce à l'action de l'UNICEF et à des donations publiques, le niveau de vaccination augmente dans les années 1980, mais rechute dans les années 1990
À partir des années 2000, la création du GAVI redonne une nouvelle dynamique aux programmes d'accès à la vaccination dans les pays pauvres, le principal financeur du GAVI étant la fondation Bill-et-Melinda-Gates, celle-ci s'engageant par un don de 750 millions de dollars, augmenté depuis à un milliard. Mais cette fondation a voulu ne pas être seule et a constitué une alliance. En 2010, les principaux contributeurs du GAVI, outre cette fondation, sont le Royaume-Uni, avec 1,335 milliard de dollars, et la Norvège, 677 millions de dollars. D'autres gouvernements sont parties prenantes, notamment la France, l'Italie, l'Espagne, la Suède, le Brésil et l'Afrique du Sud, ainsi que des organisations internationales telles que l'UNICEF ou l'OMS. En complément, un emprunt International, Finance Facility for Immunization (IFFIm) a été créé en 2006 pour accélérer la disponibilité et améliorer la prévisibilité des fonds nécessaires sur la durée. L’IFFIm lève des fonds en émettant des obligations sur les marchés des capitaux, et s’appuie sur les engagements à long terme des gouvernements à titre de garantie et pour verser les intérêts,.
De 2000 à 2015, GAVI a contribué à immuniser 500 millions d’enfants (dont la moitié en Afrique) contre des maladies potentiellement mortelles, telles la tuberculose, la diphtérie, le tétanos, la coqueluche, l’hépatite B, le Hib et la fièvre jaune,. Selon David Cameron, en une décennie, le GAVI a aidé à empêcher 5,4 millions de morts.
Ngozi Okonjo-Iweala, ancienne directrice générale de la Banque mondiale, est devenue en septembre 2015 la présidente du conseil d'administration de GAVI Alliance, succédant à Dagfinn Høybråten, ancien ministre de la santé norvégien et secrétaire général du Conseil nordique des ministres,.
En 2019, l'organisation reçoit le prix Lasker-Bloomberg pour le bien public. En janvier 2020, l'organisation fête ses 20 ans et publie une rétrospective de ces deux premières décennies.
José Manuel Barroso en prend la tête en septembre 2020.

## Principes de fonctionnement
Le principe retenu par Gavi est un financement conjoint des campagnes de vaccination entre cette organisation et les  pays concernés. La part revenant aux gouvernements des pays aidés est fonction du revenu national brut par habitant. L’objectif est d'encourager les pays à mobiliser des ressources budgétaires pour ces actions et de placer ces pays sur la  voie de la viabilité financière afin de préparer le retrait progressif du soutien du GAVI,;
La Fédération internationale de l’industrie du médicament et plusieurs institutions de recherche et de développement sont associées au sein de GAVI Alliance. Le Gavi s'emploie d'ailleurs, avec leurs concours, à accélérer la mise en place de nouvelles solutions d'immunisation, par exemple contre la fièvre hémorragique Ebola,, ou contre le paludisme.
Bertrand Badré a participé à la conception financière du Finance Facility for Immunization (IFFIm) de GAVI.

## COVAX
La pandémie de Covid-19 met l'alliance GAVI au premier plan, visant notamment à garantir l'accès de tous aux vaccins. Le 4 juin 2020, Gavi réunit 45 chefs d'État pour un événement virtuel qui permet de mobiliser 8,8 milliards de dollars de fonds pour financer les campagnes de vaccination dans les pays les plus pauvres jusqu'en 2026. Gavi prend également un rôle actif dans le financement du vaccin contre la COVID-19. COVAX, (COVID-19 ACT Accelerator, covax-facility) créée en septembre 2020 est, au sein de GAVI, l'organisation responsable du partage des risques pour l’achat groupé et la distribution équitable de futurs vaccins contre la COVID-19. Elle reçoit notamment des contributions de l'Union européenne. Son conseiller financier est la banque Citigroup. Les plus grands laboratoires pharmaceutiques participent à cette alliance,.
Certains pays comme la France souhaitent toutefois mener leur acquisition de vaccins par d'autres canaux. En septembre 2020, les États-Unis rejettent aussi cette alliance, évoquant « la corruption de l'OMS et l'influence de la Chine »,.
Dans un premier temps, la Chine et la Russie déclinent aussi leur participation,. En octobre, la Chine la rejoint, y voyant une opportunité d'améliorer sa réputation internationale.
En novembre 2020, Madagascar refuse les vaccins et d'adhérer à Covax.
Mi janvier 2022, la milliardième dose covax est distribuée par un avion atterrissant au Rwanda à Kigali. 90 % du milliard de doses a été financé par des dons privés à GAVI Alliance, mais l'objectif d'acheter deux milliards de doses n'a pas été atteint à cause de la concurrence par surenchère à l'achat.
En 2022, Gavi Alliance reçoit le Prix Sunhak pour la Paix.

## Carte d'identité biométrique
Au sein d'un partenariat avec Gavi lancé en 2018 et appelé Trust Stamp, l'Alliance du Vaccin, NEC Corporation et Simprints Technology Ltd. et Mastercard ont commencé des essais en Afrique de l'Ouest combinant un système d'identité numérique biométrique, des dossiers de vaccination et un système de paiement biométrique. Cette initiative a reçu plusieurs millions de dollars de dons.
D’après Sara L.M. Davis, senior fellow au Graduate Institute de Genève, il s’agirait d’une tentative de résoudre le problème politique de l’absence d'enregistrement des naissances pour les enfants des communautés marginalisées.